# Ёлда
Ёлда — река в России, протекает большей частью в Мышкинском районе Ярославской области, устье находится в Кесовогорском районе Тверской области; левый приток реки Корожечна.
Длина — 19 км, площадь водосборного бассейна — 90,2 км².
Крупнейший приток — Поясенка (справа).
Сельские населённые пункты около реки: Толпыгино, Игумново, Горлово, Марьино, Богородское, Красново, Борисовка, Кожино, Курово, Федосьино, Федорково; напротив устья — Чулково.
По данным государственного водного реестра России относится к Верхневолжскому бассейновому округу, водохозяйственный участок реки — Волга от Угличского гидроузла до начала Рыбинского водохранилища, речной подбассейн реки — бассейны притоков (Верхней) Волги до Рыбинского водохранилища. Речной бассейн реки — (Верхняя) Волга до Куйбышевского водохранилища (без бассейна Оки).